# Гільєрме Ситя
Гільєрме Гауберт Ситя (порт.-браз. Guilherme Haubert Sityá; нар. 1 квітня 1990, Порту-Алегрі, Бразилія) — бразильський футболіст, лівий захисник польської «Ягеллонії».

## Життєпис
Гільєрме розпоав свою кар'єру в 2010 році в клубі, а в 2011 році перейшов до клубу бразилії Серії C «Кайшас». У 2012 році перейшов до румунського клубу «Конкордія» (Кіажна), який виступав у Лізі I. Рік по тому він перейшов до суперника «Конкордії» по Лізі I, «Петролулу» (Плоєшти). Разом з цією командою в сезоні 2012/13 років виграв кубок Румунії. Сезон 2014/15 років провів у клубі німецького другого дивізіону «Гройтер». Дебютував у новій команді 26 вересня 2014 року в програному (0:2) поєдинку проти «Мюнхена 1860». Проте стати основним у німецькому клубі стати не зумів, і зігравши 4 поєдинки вже в лютому 2015 року повернувся до «Петролулу», а потім перейшов до «Стяуа» (Бухарест). Там він одразу ж став ключовим гравцем команди, а за підсумками сезону команда виграла національний чемпіонат та кубок.
Наприкінці серпня 2016 року Ситя перейшов до клубу вищого дивізіону «Термаліка Брук-Бет». У сезоні 2017/18 років перейшов до іншого клубу Екстракляси, «Ягеллонії» (Білосток), а в червні 2017 року підписав з клубом 3-річний контракт.

## Досягнення
«Петропул» (Плоєшти)
- Кубок Румунії
  -  Володар (1): 2012/13

«Стяуа» (Бухарест)
- Ліга I
  -  Чемпіон (1): 2012/13

- Кубок Румунії
  -  Володар (1): 2014/15

- Кубок Ліги
  -  Володар (1): 2014/15

## Статистика виступів

### Клубна
| Клуб              | Сезон             | Ліга  | Ліга | Кубок | Кубок | Кубок діги | Кубок діги | Європа | Європа | Інші  | Інші | Загалом | Загалом | Загалом |
| Клуб              | Сезон             | Матчі | Голи | Матчі | Голи  | Матчі      | Голи       | Матчі  | Голи   | Матчі | Голи | Матчі   | Голи    |         |
| ----------------- | ----------------- | ----- | ---- | ----- | ----- | ---------- | ---------- | ------ | ------ | ----- | ---- | ------- | ------- | ------- |
| «Порту-Алегрі»    | 2011              | 13    | 0    | –     | –     | –          | –          | –      | –      | –     | –    | 13      | 0       |         |
| «Кайшас»          | 2011              | 1     | 0    | –     | –     | –          | –          | –      | –      | –     | –    | 1       | 0       |         |
| «Конкордія»       | 2011–12           | 16    | 0    | –     | –     | –          | –          | –      | –      | –     | –    | 16      | 0       |         |
| «Петролул»        | 2012–13           | 32    | 0    | 5     | 0     | –          | –          | –      | –      | –     | –    | 37      | 0       |         |
| «Петролул»        | 2013–14           | 34    | 0    | 4     | 0     | –          | –          | 6      | 0      | 1     | 0    | 45      | 0       |         |
| «Петролул»        | Загалом           | 66    | 0    | 9     | 0     | –          | –          | 6      | 0      | 1     | 0    | 82      | 0       |         |
| «Гройтер»         | 2014–15           | 4     | 0    | 1     | 0     | –          | –          | –      | –      | –     | –    | 5       | 0       |         |
| «Стяуа»           | 2014–15           | 15    | 0    | 2     | 0     | 1          | 0          | –      | –      | –     | –    | 18      | 0       |         |
| «Стяуа»           | 2015–16           | 20    | 0    | 2     | 0     | 1          | 0          | 5      | 0      | 0     | 0    | 28      | 0       |         |
| «Стяуа»           | Загалом           | 35    | 0    | 4     | 0     | 2          | 0          | 5      | 0      | 0     | 0    | 46      | 0       |         |
| «Термаліка»       | 2016–17           | 25    | 0    | 0     | 0     | –          | –          | –      | –      | –     | –    | 25      | 0       |         |
| «Ягеллонія»       | 2017–18           | 6     | 0    | 1     | 0     | –          | –          | 4      | 0      | –     | –    | 11      | 0       |         |
| Усього за кар'єру | Усього за кар'єру | 166   | 0    | 15    | 0     | 2          | 0          | 15     | 0      | 1     | 0    | 199     | 0       |         |

Статистичні дані подані станом на 20 серпня 2017 року.